# Móricz Zsigmond Református Kollégium, Gimnázium, Szakgimnázium és Általános Iskola
A Móricz Zsigmond Református Kollégium, Gimnázium, Technikum, Általános Iskola és Óvoda Kisújszálláson található.

## Története
A kisújszállási gimnázium abból az iskolából fejlődött ki, melynek alapjait 1717. körül vetették meg Kisújszállás újonnan települő lakosai. Első tanítója  Musnai Mózes lévita. Az iskola kezdettől fogva hosszú időn át a debreceni kollégium partikulája, 1797-ig rektória. A közoktatást szabályozó, 1850-ben kiadott Organisations Erfurt teljesíthetetlen előírásai miatt, egy ideig mint magán jellegű algimnázium működik 3 osztállyal és tanárral. 1854-ben felállítják a negyedik tanszéket és a IV. osztályt, 1861-ben az V.,1862-ben a VI., 1893-ban a VII., végül 1894-ben államsegéllyel megnyílik a VIII. osztály is,  a tanulók összlétszáma 195.
1894-ben költözött a most már főgimnázium az Alpár Ignác tervezte új épületébe, melyben ma is működik. Az építés költségét a város 100 ezer, a református egyház 44 ezer forinttal fedezte.
A szerencsétlen, de szerencsére rövid proletárdiktatúra idején, 1919-ben, megszüntették még a vallástanítást, imádkozást is, és az egyházi hivatalnokokat, papokat kitiltották.

### Horthy Gimnázium
1927-ben az iskola, egyik jelentős patrónusa, Horthy István, Horthy Miklós, Magyarország kormányzója édesapjának nevét vette fel, és megnevezése 1944 őszéig Kisújszállási Református Horthy Gimnázium lett. A Kisújszállási Öreg Diákok Szövetsége 1928-ban üdvözlő táviratot küldött Kenderesre, a Horthy kastélyba azzal, hogy az iskola, „míg fennáll, mindig örömmel és dicsekedéssel viseli dicső nevüket”.
A harmincas években az iskola ünnepélyes alkalmakra a fiútanulók számára sötétkék, zsinóros Bocskay-ruha, a leánytanulók számára hasonló, nyári időszakra magyaros hímzésű világoskék formaruha, valamint mindkét nemű tanulók számára az iskola jelvényével ellátott sötétkék bársony Bocskay, hétköznapokra könnyű szövet diáksapka viselését írta elő, ami 1944 őszéig érvényes, de a tanulók anyagi helyzetétől függően csak részben kötelező viselet volt. Aki tehette , alkalmazkodott az előíráshoz, mert büszke volt iskolájára.
A gimnáziumra mindig jellemző volt a „naprakész” hazafias nevelőmunka. Az 1942-43-as tanév hősök napi ünnepi szónoklatában dr. Tóth Kálmán tanár, a hősi emlékműnél elhangzott ünnepi szónoklatában, az ország számos iskolájának eszmeiségéhez hasonlóan, a következőket mondotta:  „…,átkozott legyen az a magyar ember, aki ezen a hős vértől pirosult, megszentelt földön az internacionalizmus, az istentelenség szennyes gondolatát hordozza magában!… a vörös pokolban az emberállat szörnyű bűneit veti föl a föld a tömegsírokban…”
A szovjet csapatok 1944 októberében  érték el a várost. A helyi harcok során, az iskola „hivatalos iskolatörténet”-e  szerint a németek ellentámadása okolható a gimnázium több helyiségének és könyvtárának elpusztulásáért.
Az iskola 1944-ig Kisújszállási Református „Horthy” Gimnázium, 1945-től 1948-ig Református Gimnázium, azaz mindvégig egyházi, református gimnázium. Utolsó tanévében, 1943-1944-ben tanulóinak száma 444. 

### A 2. világháború után a jelenlegi név felvételéig
Az 1948-ban  bekövetkező „…államosítással az iskola a nép tulajdonába került, s hazánk, népi demokráciánk, a magyar munkásság, parasztság és néphez hű értelmiség érdekeinek megfelelően indulhatott meg az ifjúság nevelése…” -  írja  korabeli históriaíró. A gimnázium neve Állami Gimnázium, Állami Általános Gimnázium, Bercsényi Miklós Állami Általános Gimnázium.

### A Móricz Zsigmond név felvétele után
1952-től, az egykor itt érettségiző, de a városról és iskoláról nem túl kedvezően emlékező íróról Móricz Zsigmondról nevezték el a patinás iskolát.

### Karikó Katalin
Itt végezte gimnáziumi tanulmányait Karikó Katalin magyar-amerikai Nobel-díjjas tudós. Az iskola által alapított, a biológia területén legkiválóbb diáknak járó Jermy Gusztáv-díjat első alkalommal ő nyerte el.[58]

## Külső hivatkozások
- hivatalos oldal